# Умястовский, Пётр
Пётр Умястовский (пол. Piotr Umiastowski) — польский врач, философ и филантроп XVI века в царствование короля Сигизмунда III.

## Биография

Труд П. Умястовского «Nauka o morowym powietrzu na czwory księgi rozłożone» (Краков, 1591)

Родом из Климунтова. Изучал медицину в Краковской академии, позже в университете Болоньи.
Был доктором медицины и философии в академии Кракова. Практиковал во многих странах, в частности, около 1580 г. в Париже, потом в различных местностях Польши, в особенности, на Волыни в Луцке и во Львове при дворе князей Чарторыйских.
Деятельность П. Умястовского была, в основном, сосредоточена на лечении, так называемого, морового поветрия или «Бубонной чумы».
Написал обширное сочинение под заглавием: «Nauka o morowym powietrzu na czwory księgi rozłożone» (Краков, 1591), встреченное современными учёными с большою похвалою и даже воспетое поэтами, которое служило примером для лечения в течение долгого времени уже после смерти П. Умястовского, а в настоящее время приводится на кафедрах полонистики, как памятник польской литературы. В сочинении он описал причины развития эпидемии, способы её предупреждения и лечения.